# 張傑瑋
張傑瑋（直译：賈馬庫斯·伊基姆·梅裡迪，1997年9月6日—）為美國男子籃球運動員，場上位置為後衛。張傑瑋高中畢業後認識在美國攻讀碩士的臺灣籍女友，之後前往臺灣加入萬能科技大學參賽大專籃球聯賽，中文名的姓氏跟隨女友姓氏，取名為「張傑瑋」。
2022年7月張傑瑋在P. LEAGUE+新人選秀會第二輪被高雄鋼鐵人相中，8月與鋼鐵人完成簽約，9月披掛PLG RISING STARS戰袍參與跨聯盟籃球邀請賽。2023年1月8日，張傑瑋全場11投7中，三分球7投4中，攻下個人PLG新高得分25分，外帶8助攻、3籃板以及3抄截。2023年7月8日，鋼鐵人宣布與張傑瑋達成終止合約協議。9月18日，P. LEAGUE+新竹攻城獅宣布與張傑瑋完成簽約。2024年6月7日，攻城獅宣布釋出張傑瑋。

## 外部連結
- 張傑瑋的Instagram帳戶
- YouTube上的傑瑋Jayjay才華洋溢頻道
- 張傑瑋在fiba.basketball（英语）
- 張傑瑋在P. LEAGUE+
- 張傑瑋在Eurobasket.com（球員）（英语）